# Gioia spatulata
Gioia spatulata là một loài bọ cánh cứng trong họ Chrysomelidae. Loài này được Savini & Furth miêu tả khoa học năm 2005.